# Dendropsophus frosti
Dendropsophus frosti é uma espécie de anfíbio anuro da família Hylidae. Está presente no Peru. A UICN classificou-a como pouco preocupante.